# Província fitogeogràfica insular subantàrtica

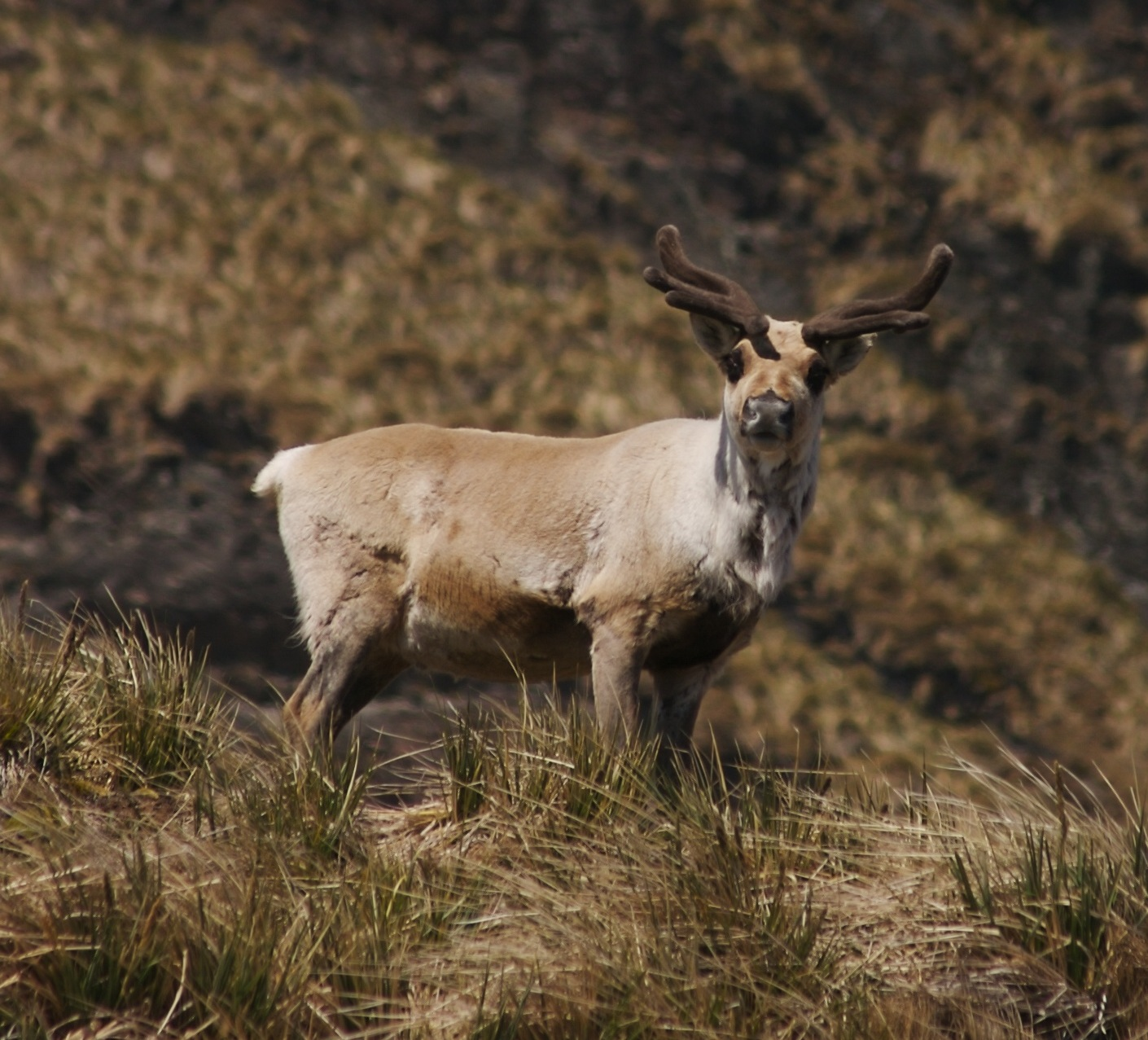
Pasturatge afectat per la brostejada d'una espècie exòtica a les Illes Geòrgies del Sud: el ren (Rangifer tarandus)

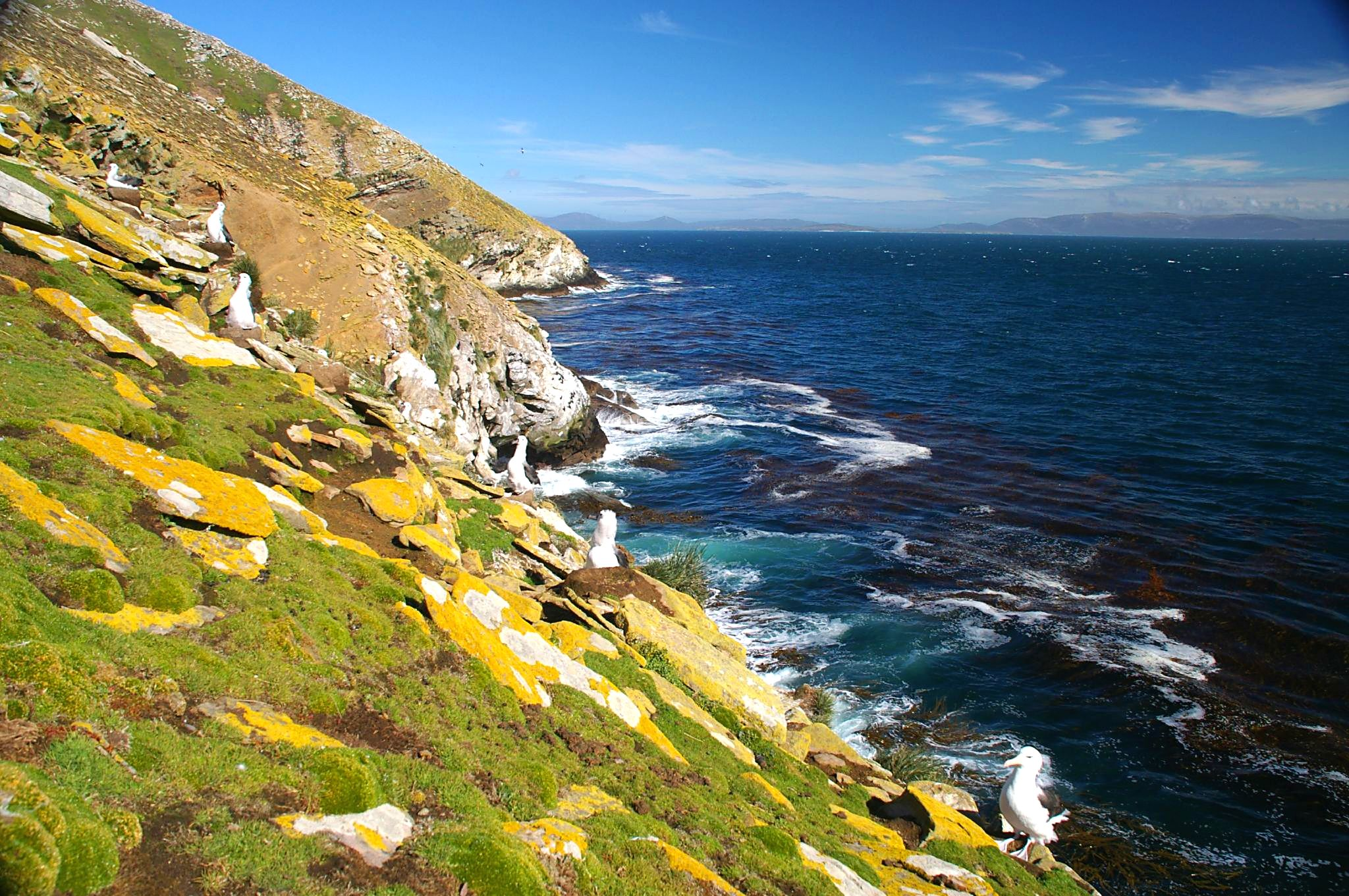
Azorella compacta a l'illa Trinidad, al nord-oest de les Illes Malvines

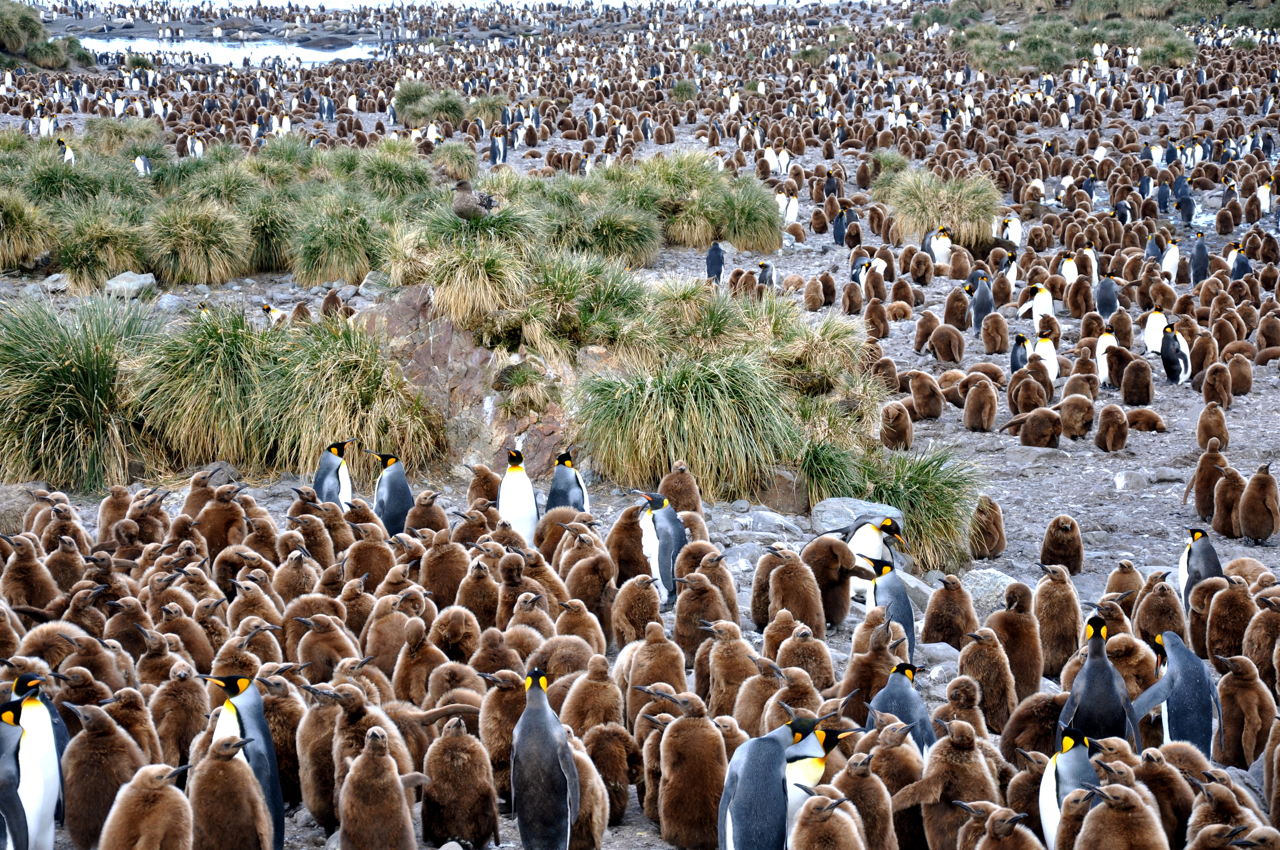
Tusok (Poa flabellata) a les Illes Geògies del Sud

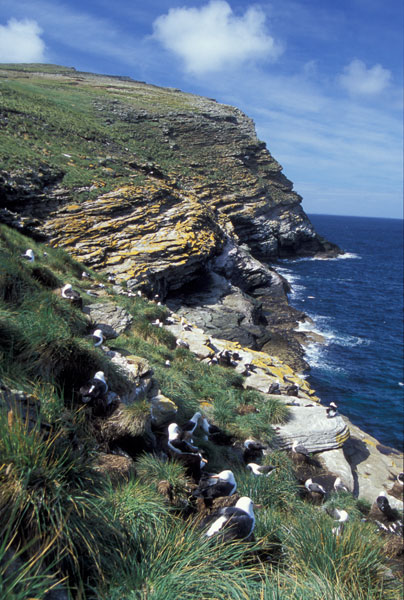
Tusok (Poa flabellata) a l'illa Remolinos, al nord-oest de les Illes Malvines

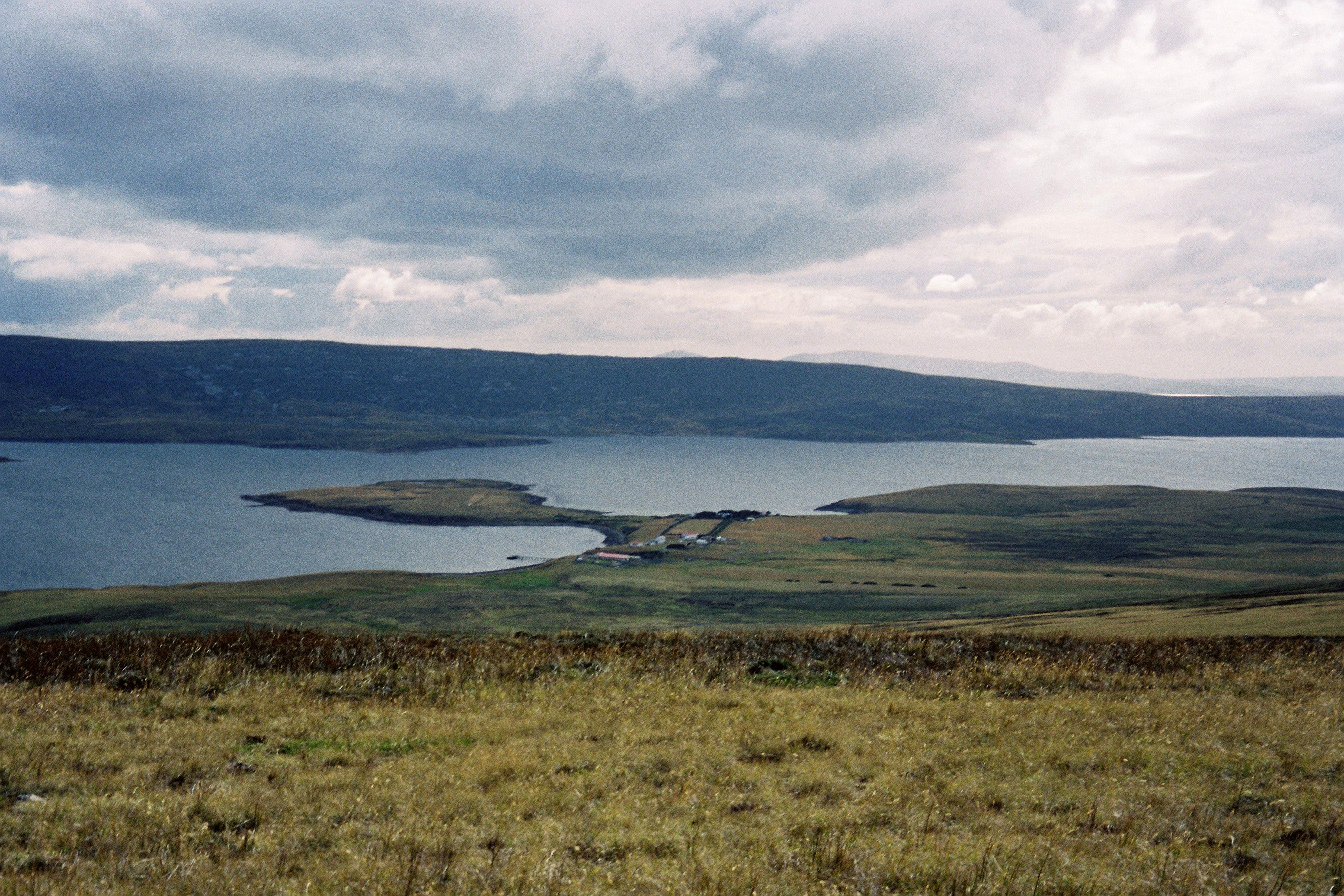
Pasturatges de la badia San Carlos, Illes Malvines

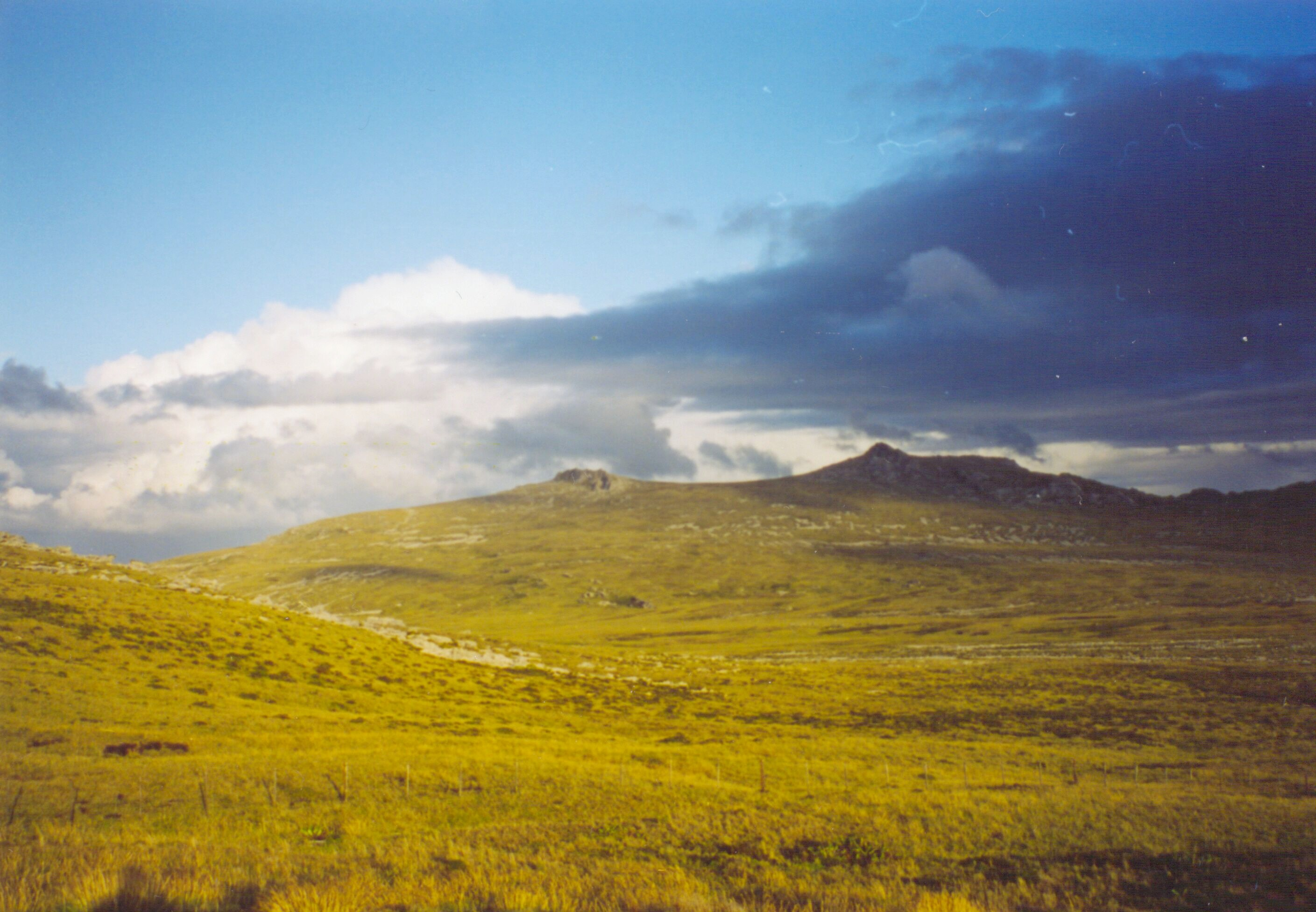
Pasturatge característic de les Illes Malvines

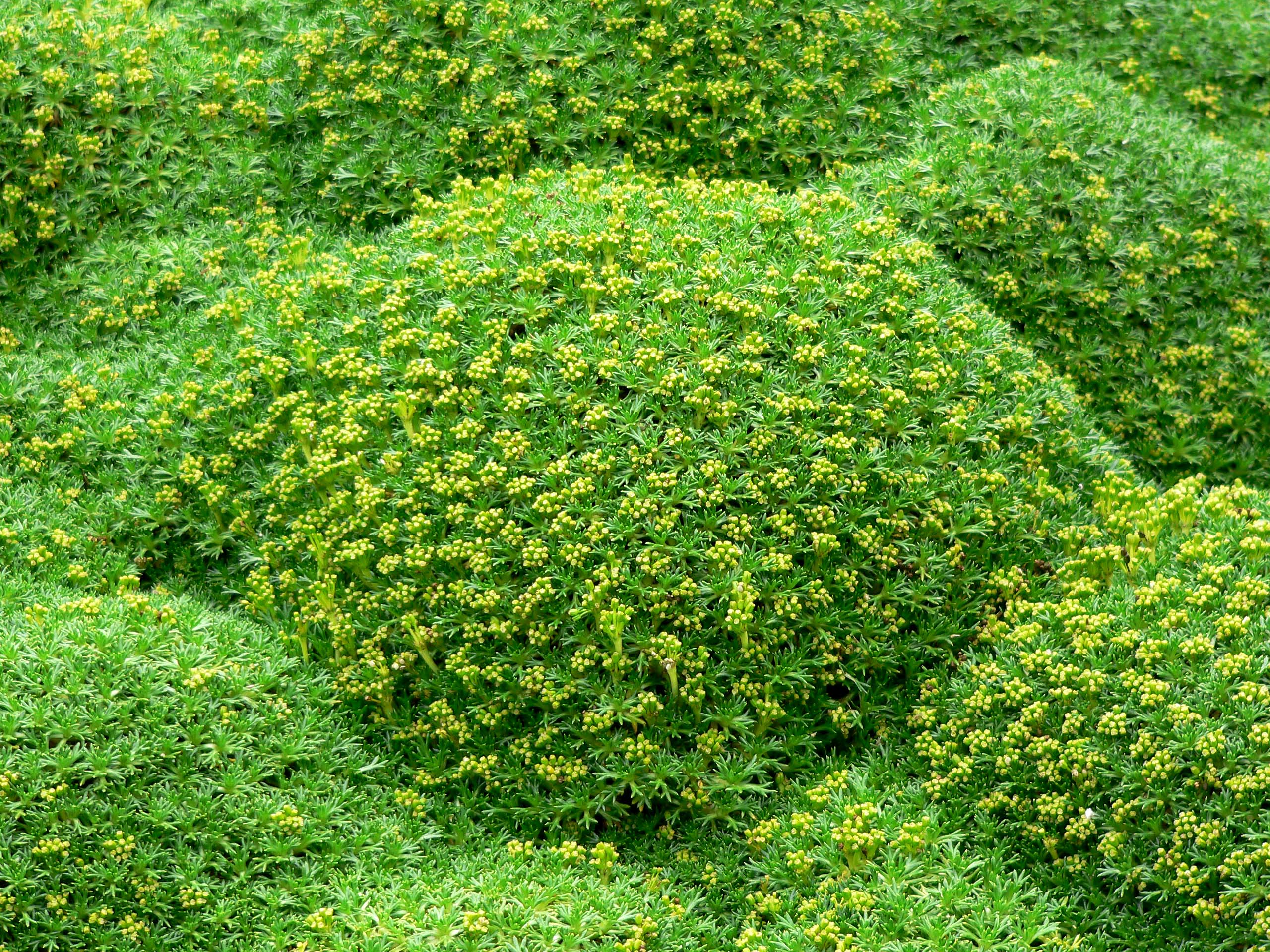
Bolax gummifera és una planta característica de les Illes Malvines, Província fitogeogràfica Insular Subantàrtica

La Província fitogeogràfica Insular Subantàrtica, o simplement Província fitogeogràfica Insular, és una de les seccions en què es divideix el domini fitogeogràfic subantàrtic. Se situa a l'arxipèlag de les Illes Malvines, les Illes Geòrgies del Sud, les Sandwich del Sud, i altres petits arxipèlags australs de l'oceà Atlàntic sud, sempre sobre el paral·lel 60°S. Inclou formacions estepàries, prades, i torberes, amb total absència d'elements arboris.

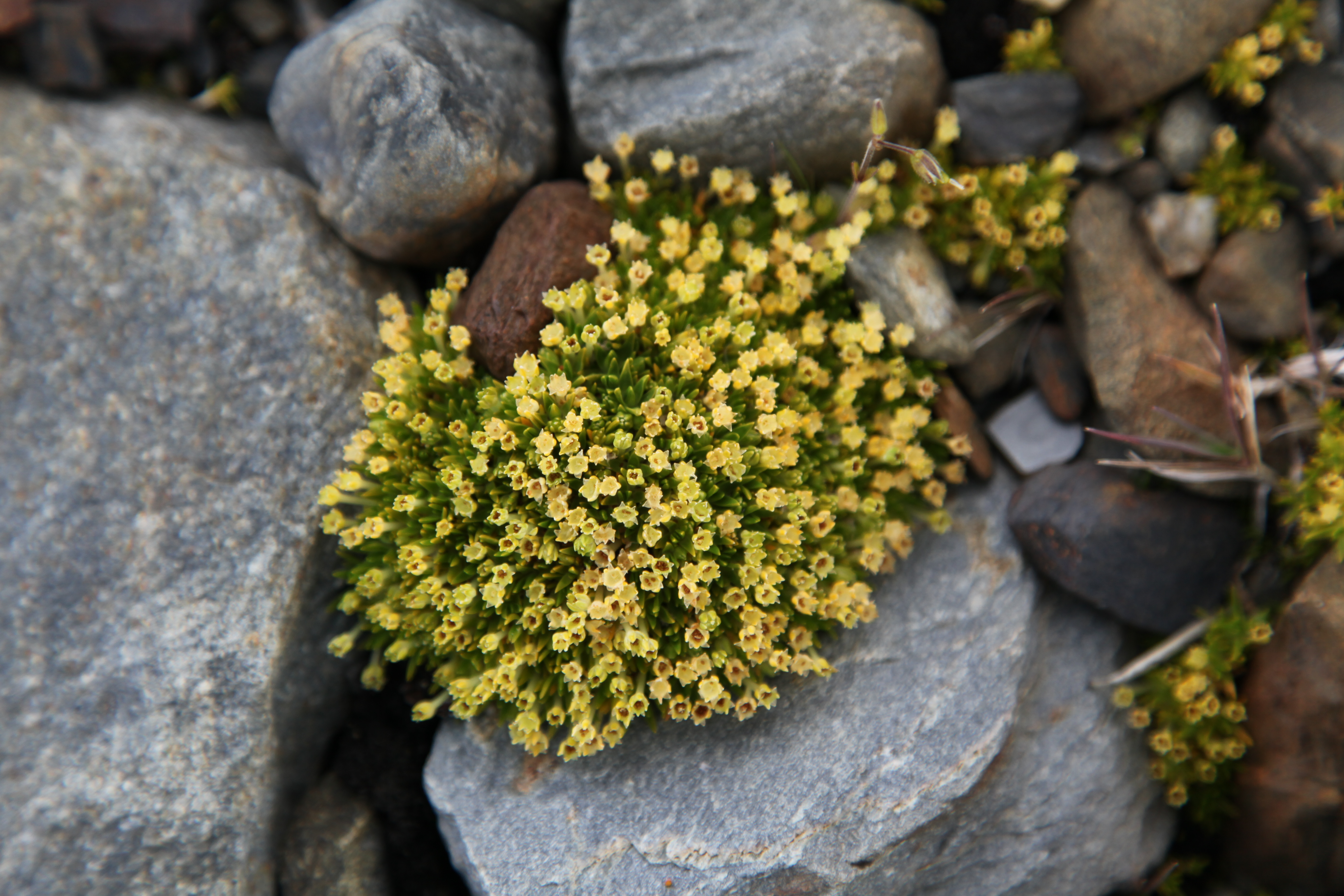
El clavell antàrtic (Colobanthus quitensis) a les Illes Geòrgies del Sud

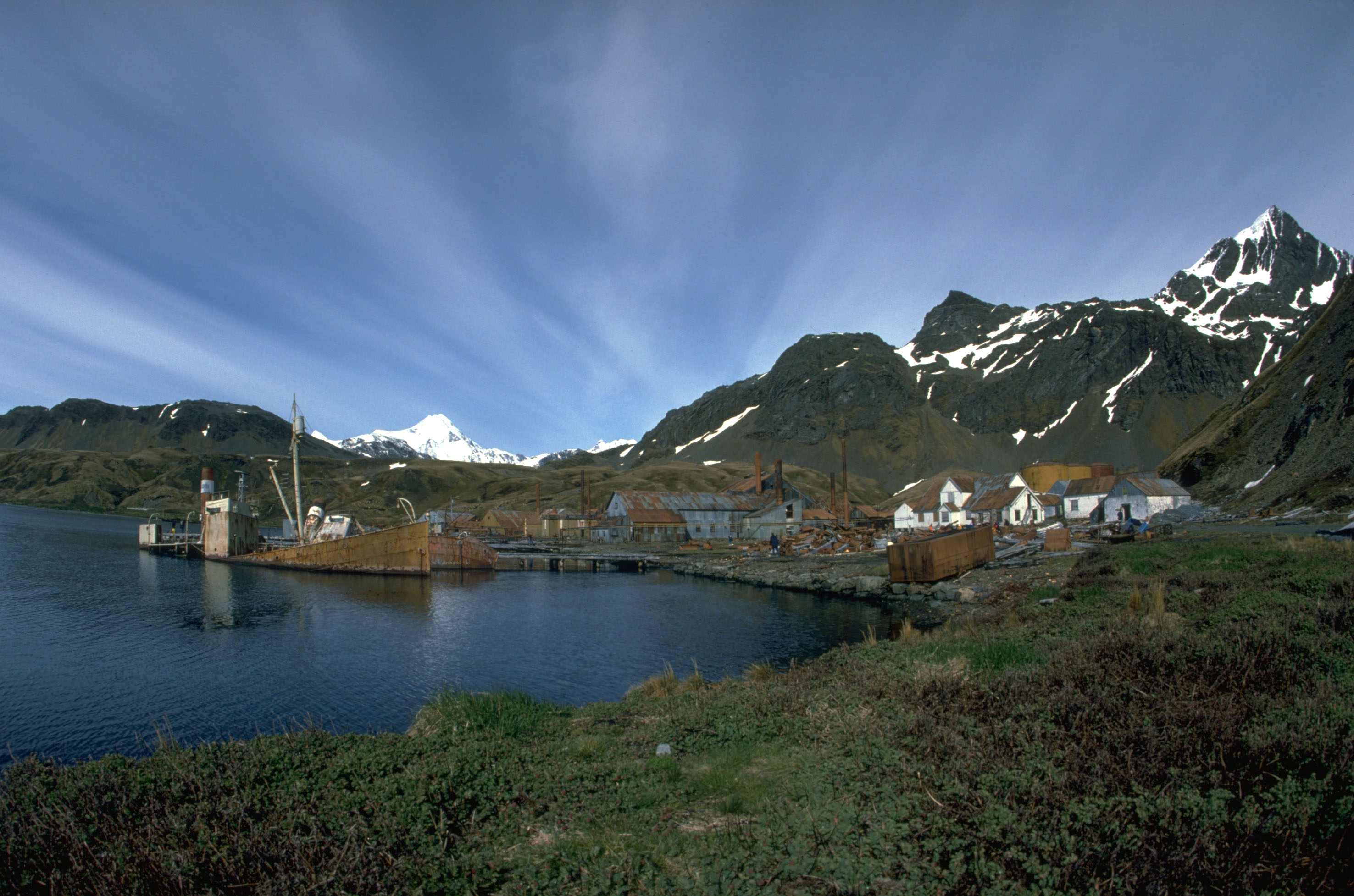
Vegetació que envolta l'estació balenera de Grytviken a les Illes Geòrgies del Sud

## Sinonímia
També fou denominada de manera més ambigua Província fitogeogràfica Insular.

## Distribució
Segons la classificació d'Ángel Lulio Cabrera, aquest districte fitogeogràfic comprén totes les Illes Malvines, des de les costes oceàniques banyades pel mar Argentí fins als cims de les seues modestes serres. Aquest arxipèlag se situa a l'est de la Patagònia argentina. Es compon de dues illes majors separades per l'estret de San Carlos: Soledad i Gran Malvina, així com d'una nombrosa quantitat d'illes menors i illots.
També correspon a aquesta província la vegetació d'altres dos arxipèlags més orientals: les Illes Geòrgies del Sud i Sandwich del Sud, i altres petits arxipèlags australs de l'oceà Atlàntic sud, sempre sobre el paral·lel 60°S.
Alguns autors també inclouen en aquesta província les Illes d'Año Nuevo, un arxipèlag al nord de l'illa de Los Estados, al sud-est de l'illa Grande de Tierra del Fuego.
L'altitud de la província fitogeogràfica va des del nivell del mar fins als 550 msnm a Malvines, i una mica major als arxipèlags orientals, tot i que en aquests últims la vegetació només es presenta en les altituds inferiors.

## Afinitats florístiques
Aquesta província fitogeogràfica té molta relació amb el Districte fitogeogràfic Subantàrtic Magallànic de la Província fitogeogràfica Subantàrtica, amb el qual comparteix molts gèneres i espècies.
També es relaciona amb la vegetació de la Província fitogeogràfica Antàrtica, present en aquest continent i a les seues illes al sud del paral·lel 60 S.

## Característiques
Aquesta província fitogeogràfica es caracteritza per presentar formacions estepàries, prades, i torberes, amb total absència d'elements arboris.

## Sòls
Els sòls es presenten amb torba. La seua conformació geològica és semblant a la de l'illa de Los Estados, i a la de l'est de l'illa Grande de Tierra del Fuego.

## Relleu
El relleu és rocós, ondat, amb pujols, suaus serres i amples valls. En alguns sectors es formen agrupacions rocoses conegudes com a mars de pedra. Als arxipèlags orientals també es presenten cons volcànics, muntanyes altes, i glaceres eternes.

## Clima
El clima de les Illes Malvines és el patagó humit. Els vents forts i constants del quadrant oest generen una evapotranspiració elevada, la qual es veu temperada per la influència oceànica i l'elevada latitud. Els vents del sud, en canvi, provoquen freqüents dies ennuvolats i plujosos.
A les Illes Geòrgies del Sud el clima és marítim polar; l'estiu és molt fred, i el clima és sempre humit. A les Illes Sandwich del Sud el clima és desèrtic subglacial; l'estiu és encara més fred, i el clima és sempre humit.

## Espècies principals
Aquest districte es caracteritza per presentar formacions estepàries, prades, i torberes de molses i juncàcies, sempre amb total absència d'elements arboris en temps moderns, encara que sí que apareixen en el registre fòssil. A les costes l'espècie dominant és l'enorme pastura tusok (Poa flabellata), mentre que terra endins abunden els matolls de mutilla (Empetrum rubrum), Hebe elliptica i Pernettya pumila, Cortaderia pilosa, etc.
La flora n'és pobra. A les Malvines només habiten 163 espècies nadiues de falgueres i fanerògames, xifra que baixa a tot just 20 a les Geòrgies del Sud, i encara menys a les Sandwich del Sud.

## Districtes fitogeogràfics
Aquesta província fitogeogràfica es pot subdividir en districtes fitogeogràfics:
- Districte fitogeogràfic Malvinià
- Districte fitogeogràfic de les Geòrgies del Sud
- Districte fitogeogràfic de les Sandwich del Sud
- Districte fitogeogràfic de les Illes d'Año Nuevo (si s'hi inclou aquest arxipèlag)